# Cerkiew Świętych Apostołów Piotra i Pawła w Kaliszu
Cerkiew Świętych Apostołów Piotra i Pawła w Kaliszu – prawosławna cerkiew parafialna w Kaliszu. Należy do dekanatu Łódź diecezji łódzko-poznańskiej Polskiego Autokefalicznego Kościoła Prawosławnego; wpisana do rejestru zabytków w 1994.
Zlokalizowana na dawnym Warszawskim Przedmieściu w Kaliszu, przy ulicy Niecałej 1. Budowla neoromańska, wzniesiona w latach 1928–1930 według projektu Michała Zenowicza. Poświęcona w surowym stanie 8 stycznia 1930; w ciągu kolejnych 8 miesięcy została całkowicie wyposażona.
Do budowy cerkwi wykorzystano materiał z kaliskiego soboru Świętych Apostołów Piotra i Pawła, rozebranego w 1928. Część wyposażenia pochodzi z rozebranej w latach 20. XX w. cerkwi w Sieradzu.
We wnętrzu świątyni znajduje się ikonostas, pochodzący z sieradzkiej cerkwi, odrestaurowany na początku XXI w. Ikonostas z rozebranego soboru Świętych Apostołów Piotra i Pawła został umieszczony w 1924 w cerkwi św. Mikołaja w Poznaniu.
W latach 1999–2004 przeprowadzono zewnętrzny remont cerkwi. Od 2004 r. świątynia jest iluminowana.
Podczas obchodów Święta ulicy Niecałej w Kaliszu (druga sobota września) w świątyni służona jest Boska Liturgia, a następnie odbywa się koncert muzyki cerkiewnej.

## Galeria

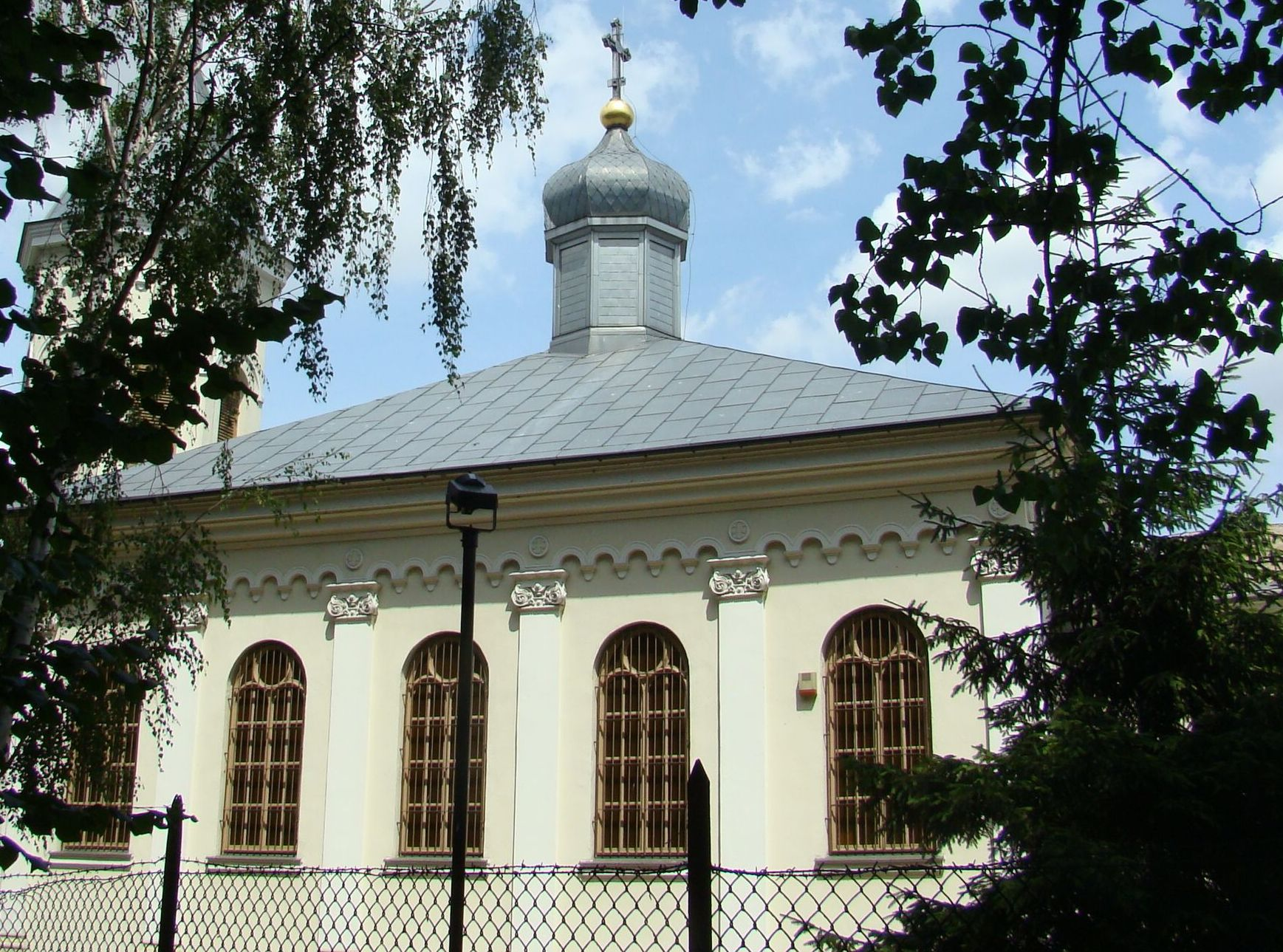
Widok od strony południowej
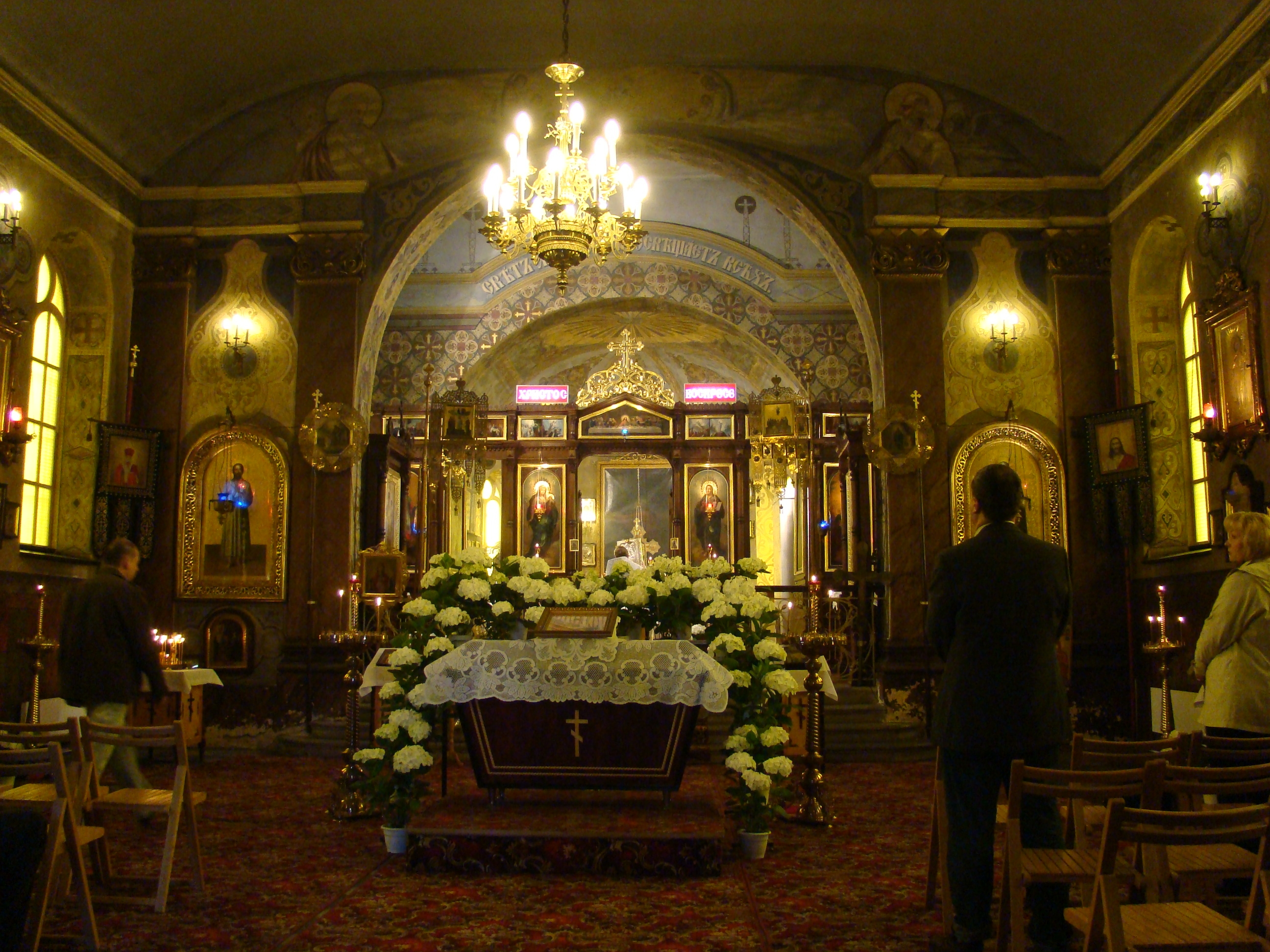
Wnętrze cerkwi
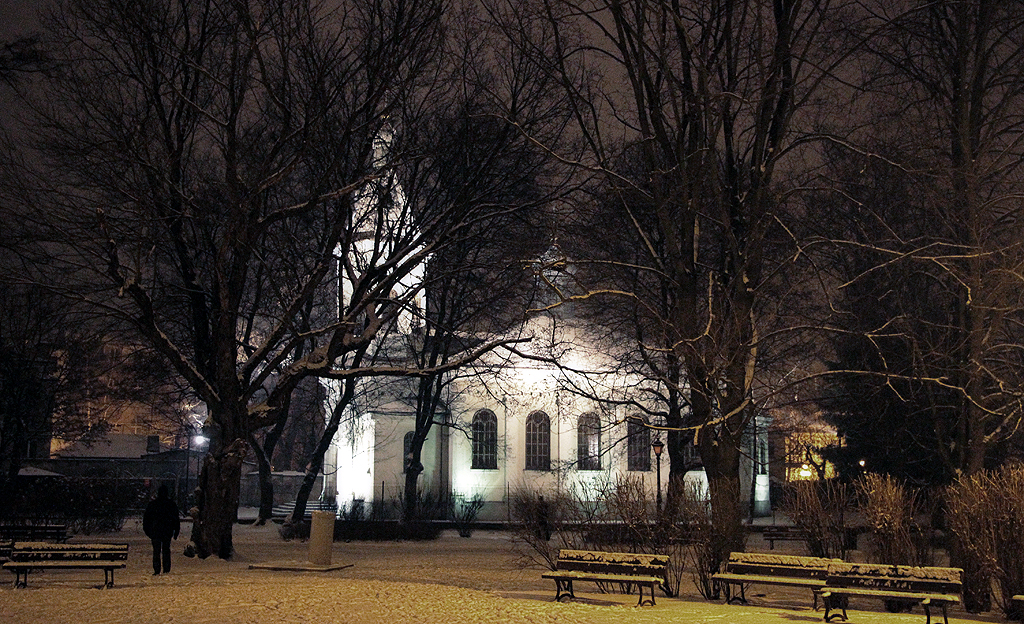
Widok na cerkiew wieczorem